# Championnat du Brésil de football 2007
Navigation
Saison précédente Saison suivante
La saison 2007 du Championnat du Brésil de football est la trente-septième édition du championnat de première division au Brésil. Les vingt meilleurs clubs du pays disputent le championnat, joué sous forme d'une poule unique où toutes les équipes se rencontrent deux fois, à domicile et à l'extérieur. À l'issue de la saison, les quatre derniers du classement sont relégués et remplacés par les quatre meilleurs clubs de deuxième division.
C'est le club de São Paulo, tenant du titre, qui est à nouveau sacré champion du Brésil cette saison après avoir terminé en tête du classement final, avec quinze points d'avance sur Santos FC et seize sur Flamengo. Il s’agit du cinquième titre de champion du Brésil de l’histoire du club, qui est le premier à conserver son titre de champion depuis les Corinthians en 1998 et 1999. En bas du classement, c’est le champion 2005, les Corinthians, qui est relégué en Serie B.

## Qualifications continentales
Le champion du Brésil et ses trois suivants au classement final se qualifient pour la Copa Libertadores 2008, tout comme le vainqueur de la Coupe du Brésil. Huit places sont distribuées pour la Copa Sudamericana 2008, principalement en fonction du classement final en championnat.

## Les clubs participants
| - Cruzeiro EC - Santos FC - São Paulo FC - Clube Atlético Mineiro - Promu de D2 - Grêmio Porto Alegre - SC Internacional - CR Flamengo - Goiás EC - Paraná Clube - Figueirense FC | - Atlético Paranaense - SC Corinthians - Sport Club do Recife - Promu de D2 - CR Vasco da Gama - EC Juventude - Fluminense FC - América Natal - Promu de D2 - Clube Náutico Capibaribe - Promu de D2 - SE Palmeiras - Botafogo |

## Compétition
Le barème utilisé pour établir les classements est le suivant :
- Victoire : 3 points
- Match nul : 1 point
- Défaite : 0 point

### Classement final
| Rang | Équipe                    | Pts | J  | G  | N  | P  | Bp | Bc | Diff |
| ---- | ------------------------- | --- | -- | -- | -- | -- | -- | -- | ---- |
| 1    | São Paulo T               | 77  | 38 | 23 | 8  | 7  | 55 | 19 | +36  |
| 2    | Santos                    | 62  | 38 | 19 | 5  | 14 | 57 | 47 | +10  |
| 3    | CR Flamengo               | 61  | 38 | 17 | 10 | 11 | 55 | 49 | +6   |
| 4    | Fluminense FCC            | 61  | 38 | 16 | 13 | 9  | 57 | 39 | +18  |
| 5    | Cruzeiro EC               | 60  | 38 | 18 | 6  | 14 | 73 | 59 | +14  |
| 6    | Grêmio Porto Alegre       | 58  | 38 | 17 | 7  | 14 | 44 | 43 | +1   |
| 7    | SE Palmeiras              | 58  | 38 | 16 | 10 | 12 | 48 | 47 | +1   |
| 8    | Clube Atlético MineiroP   | 55  | 38 | 15 | 10 | 13 | 63 | 51 | +12  |
| 9    | Botafogo                  | 55  | 38 | 14 | 13 | 11 | 62 | 58 | +4   |
| 10   | CR Vasco da Gama          | 54  | 38 | 15 | 9  | 14 | 58 | 47 | +11  |
| 11   | SC Internacional          | 54  | 38 | 15 | 9  | 14 | 49 | 44 | +5   |
| 12   | Atlético Paranaense       | 54  | 38 | 14 | 12 | 12 | 51 | 50 | +1   |
| 13   | Figueirense FC            | 53  | 38 | 14 | 11 | 13 | 57 | 56 | +1   |
| 14   | Sport Club do RecifeP     | 51  | 38 | 14 | 9  | 15 | 54 | 55 | -1   |
| 15   | Clube Náutico CapibaribeP | 49  | 38 | 14 | 7  | 17 | 66 | 63 | +3   |
| 16   | Goiás EC                  | 45  | 38 | 13 | 6  | 19 | 49 | 62 | -13  |
| 17   | SC Corinthians            | 44  | 38 | 10 | 14 | 14 | 40 | 50 | -10  |
| 18   | Paraná Clube              | 41  | 38 | 12 | 7  | 20 | 42 | 64 | -22  |
| 19   | EC Juventude              | 41  | 38 | 11 | 8  | 19 | 43 | 65 | -22  |
| 20   | América NatalP            | 17  | 38 | 4  | 5  | 29 | 24 | 80 | -56  |

|  | Qualification pour la Copa Libertadores 2008                                           |
|  | Qualification pour la Copa Libertadores 2008 (tour préliminaire)                       |
|  | Qualification pour la Copa Sudamericana 2008                                           |
|  | Relégation directe en deuxième division                                                |
|  | T : Tenant du titre C : Vainqueur de la Coupe du Brésil P : Promu de deuxième division |

- En tant que champion du Brésil, São Paulo se qualifie à la fois pour la Copa Libertadores 2008 et la Copa Sudamericana 2008.

## Bilan de la saison
| Championnat du Brésil de football 2007 | |
| Champion                               | São Paulo FC (5e titre) |
| Coupes et trophées                     | |
| Vainqueur de la Coupe du Brésil 2007   | Fluminense FC |
| Qualifications continentales           | |
| Copa Libertadores 2008                 | São Paulo FC Santos FC CR Flamengo Cruzeiro EC Fluminense FC (vainqueur de la Coupe du Brésil)                                      |
| Copa Sudamericana 2008                 | São Paulo FC Grêmio Porto Alegre SE Palmeiras Clube Atlético Mineiro Atlético Paranaense SC Internacional Botafogo CR Vasco da Gama |
| Promotions et relégations              | |
| Promus en Brasileiro                   | Coritiba FC |
| Promus en Brasileiro                   | Ipatinga FC |
| Promus en Brasileiro                   | Portuguesa de Desportos |
| Promus en Brasileiro                   | EC Vitória |
| Relégués en Serie B                    | SC Corinthians |
| Relégués en Serie B                    | Paraná Clube |
| Relégués en Serie B                    | EC Juventude |
| Relégués en Serie B                    | América Natal |